# Bell Challenge
Il Bell Challenge è stato un torneo femminile di tennis che si gioca a Québec in Canada.
Dal 1993 al 2018 si è giocato sul sintetico indoor. Il torneo è stato sostituito nel 2019 dallo Zhengzhou Women's Tennis Open.

## Albo d'oro

### Singolare
| Anno | Campionessa                | Finalista              | Punteggio        |
| ---- | -------------------------- | ---------------------- | ---------------- |
| 1993 | Nathalie Tauziat           | Katerina Maleeva       | 6–4, 6–1         |
| 1994 | Katerina Maleeva           | Brenda Schultz         | 6–3, 6–3         |
| 1995 | Brenda Schultz (1)         | Dominique Van Roost    | 7–6, 6–2         |
| 1996 | Lisa Raymond               | Els Callens            | 6–4, 6–4         |
| 1997 | Brenda Schultz (2)         | Dominique Van Roost    | 6–4, 6(4)–7, 7–5 |
| 1998 | Tara Snyder                | Chanda Rubin           | 4–6, 6–4, 7–6(6) |
| 1999 | Jennifer Capriati          | Chanda Rubin           | 4–6, 6–1, 6–2    |
| 2000 | Chanda Rubin               | Jennifer Capriati      | 6–4, 6–2         |
| 2001 | Meghann Shaughnessy        | Iva Majoli             | 6–1, 6–3         |
| 2002 | Elena Bovina               | Marie-Gaïané Mikaelian | 6–3, 6–4         |
| 2003 | Marija Šarapova            | Milagros Sequera       | 6–2, ritirata    |
| 2004 | Martina Suchá              | Abigail Spears         | 7–5, 3–6, 6–2    |
| 2005 | Amy Frazier                | Sofia Arvidsson        | 6–1, 7–5         |
| 2006 | Marion Bartoli             | Ol'ga Pučkova          | 6–0, 6–0         |
| 2007 | Lindsay Davenport          | Julia Vakulenko        | 6–4, 6–1         |
| 2008 | Nadia Petrova              | Bethanie Mattek        | 4–6, 6–4, 6–1    |
| 2009 | Melinda Czink              | Lucie Šafářová         | 4–6, 6–3, 7–5    |
| 2010 | Tamira Paszek              | Bethanie Mattek-Sands  | 7–6(6), 2–6, 7–5 |
| 2011 | Barbora Záhlavová-Strýcová | Marina Eraković        | 4–6, 6–1, 6–0    |
| 2012 | Kirsten Flipkens           | Lucie Hradecká         | 6–1, 7–5         |
| 2013 | Lucie Šafářová             | Marina Eraković        | 6–4, 6–3         |
| 2014 | Mirjana Lučić-Baroni       | Venus Williams         | 6–4, 6–3         |
| 2015 | Annika Beck                | Jeļena Ostapenko       | 6–2, 6–2         |
| 2016 | Océane Dodin               | Lauren Davis           | 6–4, 6–3         |
| 2017 | Alison Van Uytvanck        | Tímea Babos            | 5–7, 6–4, 6–1    |
| 2018 | Pauline Parmentier         | Jessica Pegula         | 7–5, 6–2         |

### Doppio
| Anno | Campionesse                               | Finaliste                                        | Punteggio              |
| ---- | ----------------------------------------- | ------------------------------------------------ | ---------------------- |
| 1993 | Katrina Adams Manon Bollegraf (1)         | Katerina Maleeva Nathalie Tauziat                | 6–4, 6–4               |
| 1994 | Elna Reinach Nathalie Tauziat             | Chanda Rubin Linda Wild                          | 6–4, 6–3               |
| 1995 | Nicole Arendt Manon Bollegraf (2)         | Lisa Raymond Rennae Stubbs                       | 7–6, 4–6, 6–2          |
| 1996 | Debbie Graham Brenda Schultz              | Amy Frazier Kimberly Po                          | 6–1, 6–4               |
| 1997 | Lisa Raymond Rennae Stubbs                | Alexandra Fusai Nathalie Tauziat                 | 6–4, 5–7, 7–5          |
| 1998 | Lori McNeil Kimberly Po                   | Chanda Rubin Sandrine Testud                     | 6–7, 7–5, 6–4          |
| 1999 | Amy Frazier Katie Schlukebir              | Cara Black Debbie Graham                         | 6–2, 6–3               |
| 2000 | Nicole Pratt Meghann Shaughnessy          | Els Callens Kimberly Po                          | 6–3, 6–4               |
| 2001 | Samantha Reeves (1) Adriana Serra Zanetti | Klára Zakopalová Alena Vašková                   | 7–5, 4–6, 6–3          |
| 2002 | Samantha Reeves (2) Jessica Steck         | María Emilia Salerni Fabiola Zuluaga             | 4–6, 6–3, 7–5          |
| 2003 | Li Ting Sun Tiantian                      | Els Callens Meilen Tu                            | 6–3, 6–3               |
| 2004 | Carly Gullickson (1) María Emilia Salerni | Els Callens Samantha Stosur                      | 7–5, 7–5               |
| 2005 | Anastasija Rodionova (1) Elena Vesnina    | Līga Dekmeijere Ashley Harkleroad                | 6(4)–7, 6–4, 6–2       |
| 2006 | Carly Gullickson (2) Laura Granville      | Jill Craybas Alina Židkova                       | 6–3, 6–4               |
| 2007 | Christina Fusano Raquel Kops-Jones (1)    | Stéphanie Dubois Renata Voráčová                 | 6–3, 7–6(6)            |
| 2008 | Anna-Lena Grönefeld Vania King (1)        | Jill Craybas Tamarine Tanasugarn                 | 7–6(3), 6–4            |
| 2009 | Vania King (2) Barbora Záhlavová-Strýcová | Sofia Arvidsson Séverine Brémond Beltrame        | 6–1, 6–3               |
| 2010 | Sofia Arvidsson Johanna Larsson           | Bethanie Mattek-Sands Barbora Záhlavová-Strýcová | 6–1, 2–6, [10–6]       |
| 2011 | Raquel Kops-Jones (2) Abigail Spears      | Jamie Hampton Anna Tatišvili                     | 6–1, 3–6, [10–6]       |
| 2012 | Tatjana Maria Kristina Mladenovic         | Alicja Rosolska Heather Watson                   | 7–6(5), 6(6)–7, [10–7] |
| 2013 | Alla Kudrjavceva Anastasija Rodionova (2) | Andrea Hlaváčková Lucie Hradecká                 | 6–4, 6–3               |
| 2014 | Lucie Hradecká (1) Mirjana Lučić-Baroni   | Julia Görges Andrea Hlaváčková                   | 6–3, 7–6(8)            |
| 2015 | Barbora Krejčíková An-Sophie Mestach      | María Irigoyen Paula Kania                       | 4–6, 6–3, [12–10]      |
| 2016 | Andrea Hlaváčková Lucie Hradecká (2)      | Alla Kudrjavceva Aleksandra Panova               | 7–6(2), 7–6(2)         |
| 2017 | Tímea Babos Andrea Hlaváčková             | Bianca Andreescu Carson Branstine                | 6–3, 6–1               |
| 2018 | Asia Muhammad Maria Sanchez               | Darija Jurak Xenia Knoll                         | 6–4, 6–3               |